# 利迪娅·什切尔宾斯卡
利迪娅·什切尔宾斯卡（波蘭語：Lidia Szczerbińska，1934年4月30日—），波兰女子竞技体操运动员。她曾代表波兰参加1956年夏季奥林匹克运动会体操比赛，获得一枚铜牌。